# 롯데지주
롯데지주주식회사는 대한민국의 롯데그룹에 대한 지주회사이다. 본사는 서울특별시 송파구 올림픽로 300 (신천동)에 있다.

## 연혁
- 1967년 3월 24일: 롯데제과 주식회사 설립
- 2017년 10월 1일: 롯데지주 주식회사로 회사명을 변경하여 현재의 롯데제과 주식회사를 분할 및 분사시켜 출범됐다.

## 같이 보기
- 롯데제과
- 롯데호텔